# 1034 (szám)
Az 1034 (római számmal: MXXXIV) az 1033 és 1035 között található természetes szám.

## A szám a matematikában
A tízes számrendszerbeli 1034-es a kettes számrendszerben 10000001010, a nyolcas számrendszerben 2012, a tizenhatos számrendszerben 40A alakban írható fel.
Az 1034 páros szám, összetett szám, szfenikus szám. Kanonikus alakja 21 · 111 · 471, normálalakban az 1,034 · 103 szorzattal írható fel. Nyolc osztója van a természetes számok halmazán, ezek növekvő sorrendben: 1, 2, 11, 22, 47, 94, 517 és 1034.
Az 1034 öt szám valódiosztó-összegeként áll elő, közülük a legkisebb az 1270.

## Csillagászat
- 1034 Mozartia kisbolygó